# Gautier Capuçon
Pour les articles homonymes, voir Capuçon.
Gautier Capuçon, né le 3 septembre 1981 à Chambéry, en Savoie est un violoncelliste français.
Il est le frère du violoniste Renaud Capuçon.

## Biographie

### Famille et formation
Gautier Jean Capuçon naît le 3 septembre 1981 à Chambéry, la famille Capuçon est originaire de la commune des Chapelles en Savoie.
Après avoir obtenu des premiers prix de violoncelle et de piano dans sa ville natale de Chambéry, Gautier Capuçon se perfectionne au Conservatoire de Paris avec Annie Cochet-Zakine et Philippe Muller.
En septembre 2007, il épouse Delphine Borsarello, violoncelliste, deuxième des six enfants de Jean-Luc Borsarello, violoniste. Ils sont depuis parents de deux filles prénommées Fée et Sissi. Ils divorcent en 2024. 

### Musique
Musicien très précoce, il remporte en 1998 le Premier Prix de l’Académie internationale de musique Maurice Ravel de Saint-Jean-de-Luz et, les années suivantes, plusieurs récompenses d'envergure internationale.
Interprète de musique de chambre ou soliste d'orchestre, Gautier Capuçon est partenaire de quelques-uns des interprètes les plus prestigieux de notre époque : son frère Renaud Capuçon au violon,, et les pianistes Nicholas Angelich, Martha Argerich, Daniel Barenboim, Stephen Kovacevich, Frank Braley, Hélène Grimaud, Yuja Wang, Katia et Marielle Labèque, entre autres. Il interprète aussi bien le répertoire classique que romantique et moderne : Beethoven, Brahms, Chostakovitch, Haydn, Ravel, Saint-Saëns, Schubert… Ses enregistrements sont édités chez Virgin Classics et EMI Classics.
Son violoncelle est un Matteo Goffriller de 1701.

### Médias
Depuis 2014, Gautier Capuçon fait partie du jury de l'émission artistique télévisée Prodiges.
De 2014 à 2015, il est le professeur de Nathan Chan (en) à Paris à la Fondation Louis-Vuitton.
Le 9 décembre 2017, lors de l'hommage populaire à Johnny Hallyday à l'église de la Madeleine à Paris, il est accompagné par le pianiste Yvan Cassar, dans deux transcriptions instrumentales d'œuvres vocales célèbres : Après un rêve, mélodie conçue à l'origine pour une voix et piano par Gabriel Fauré (op. 7, no 1. Il joue aussi Hymne à l'amour, une des chansons les plus connues d'Édith Piaf.
Au matin du 16 avril 2019, lendemain de l'incendie de Notre-Dame de Paris, il marque l'événement en jouant ce même Après un rêve, au violoncelle seul, dans un espace public proche de Notre-Dame. Dans un passé récent, le violoncelliste russe Mstislav Rostropovitch (chute du mur de Berlin, 1989) et le joueur de viole de gambe Jordi Savall (Attentats de Madrid du 11 mars 2004) avaient eux aussi joué de leur instrument en public.
Il anime depuis 2019 une émission sur Radio Classique : Les carnets de Gautier Capuçon.
En mai 2020, à la sortie du confinement, comme sa tournée estivale avec l'orchestre symphonique de San Francisco est annulée à cause de la pandémie de Covid-19, il lance l'idée de se produire seul, créant une polémique quant aux cachets disproportionnés qu'il demandait, l'amenant finalement à proposer sa tournée gratuitement de fin juin à mi-août, dans les villes et villages de France, partout où l’on voudrait bien l’accueillir. Une vingtaine d'agglomérations de tailles très diverses sont finalement sélectionnées pour cette tournée, « un été en France », en solo ou avec le pianiste Samuel Parent.
En octobre 2020, il est nommé Ambassadeur de l'association Orchestre à l'école.
Le 7 décembre 2024, Gauthier Capuçon se produit en duo avec son frère Renaud au cours de la cérémonie de réouverture de la cathédrale Notre-Dame de Paris.

## Discographie
- 2002 :
  - Ravel : Trio avec piano, Sonate pour violon & piano, Sonate pour violon & violoncelle, ‘Sonate posthume’. Avec Renaud Capuçon, Frank Braley. Virgin Classics,
- 2003 :
  - Face à face, Duos pour violon & violoncelle de Zoltán Kodály, Erwin Schulhoff, Haendel, Éric Tanguy… Avec Renaud Capuçon. Virgin Classics,
- 2004 :
  - Brahms : Les Trios pour piano, violon & violoncelle. Avec Renaud Capuçon, Nicholas Angelich. 2CD Virgin Classics,
  - Haydn : Concertos pour violoncelle. Avec le Mahler Chamber Orchestra & Daniel Harding. Virgin Classics,
  - Saint-Saëns : Le Carnaval des animaux, Septuor, Fantaisie pour violon et harpe. Avec Emmanuel Pahud, Renaud Capuçon, Paul Meyer, Esther Hoppe, Michel Dalberto, Frank Braley, Béatrice Muthelet, David Guerrier, Janne Saksala, Florent Jodelet, Marie-Pierre Langlamet. Virgin Classics,
  - Schubert : Quintette pour piano & cordes « La Truite », Variations sur Trockne Blumen (« Fleurs séchées »). Avec Renaud Capuçon, Gérard Caussé, Aloïs Posch, Frank Braley. CD Virgin Classics,
- 2006 : 
  - Inventions, Duos pour violon & violoncelle de Bach, Hanns Eisler, Karol Beffa, Béla Bartók, Gideon Klein, Bohuslav Martinů, Fritz Kreisler... Avec Renaud Capuçon. Virgin Classics,
- 2007 :
  - Brahms : Double concerto pour violon & violoncelle, Quintette pour clarinette & cordes. Avec Renaud Capuçon, Gustav Mahler Jugendorchester et Chung Myung-whun, Paul Meyer, Quatuor Capuçon. Virgin Classics,
  - Schubert : Les Trios pour piano, violon & violoncelle, Sonatensatz (« Mouvement de sonate »), Notturno. Avec Renaud Capuçon, Frank Braley. 2CD Virgin Classics,
- 2008 : 
  - Brahms : Les Quatuors pour piano & cordes. Avec Renaud Capuçon, Gérard Caussé, Nicholas Angelich. 2CD Virgin Classics,
  - Rhapsody - Prokofiev, Rachmaninov : Sonates pour violoncelle & piano. Avec Gabriela Montero. Virgin Classics,
- 2009 :
  - Dvořák, Herbert : Concertos pour violoncelle. Avec l’Orchestre Symphonique de la Radio de Francfort & Paavo Järvi. Virgin Classics,
- 2010 :
  - Prokofiev : Symphonie concertante, Tchaïkovski : Variations rococo. Avec l’Orchestre du Théâtre Mariinsky, Valery Gergiev. Virgin Classics,
- 2011 :
  - Fauré : La musique de chambre pour instruments à cordes et piano. Avec Renaud Capuçon, Gérard Caussé, Quatuor Ébène, Nicholas Angelich, Michel Dalberto. 5CD Virgin Classics,
- 2013 :
  - Arpeggione - Sonates pour Arpeggione et piano de Schubert, Debussy, Britten, Schumann. Avec Frank Braley. Erato.
- 2020 :
  - Emotions
- 2022 :
  - Sensations[18]

## Filmographie
- Gautier Capuçon : Un été en France (2020, 54 min) : ce documentaire suit la tournée de 21 concerts de Gautier Capuçon, accompagné de sa femme et de ses deux filles, effectuée durant l'été 2020 dans des lieux atypiques ouverts à tous, de Lons-le-Saunier dans le Jura au Mont-Saint-Michel dans la Manche en passant par Pennautier dans l'Aude[19].

## Distinctions

### Prix
- Premier Prix de violoncelle au Conservatoire de Chambéry (1995)
- Premier Prix de piano au Conservatoire de Chambéry (1996)
- Premier Prix de l’Académie internationale de musique Maurice Ravel de Saint-Jean-de-Luz (1998)
- 2e Prix au Concours international de violoncelle de Christchurch en Nouvelle-Zélande (1999)
- Premier grand prix du Concours international André Navarra à Toulouse (1999)[7]
- Victoire de la musique « Nouveau talent de l'année » (2001)[20]
- ECHO Klassik Preis (Catégorie : Jeune Artiste de l'année), Allemagne (2004)
- ECHO Klassik Preis (Catégorie : Enregistrement de l'année de concert), Allemagne (2010/2011)

### Décorations
- 2020 :  Chevalier de la Légion d'honneur[21]
- 2022 :  Officier de l'ordre des Arts et des Lettres[22]

## Pour approfondir